# Campeonato Mundial de Tênis de Mesa

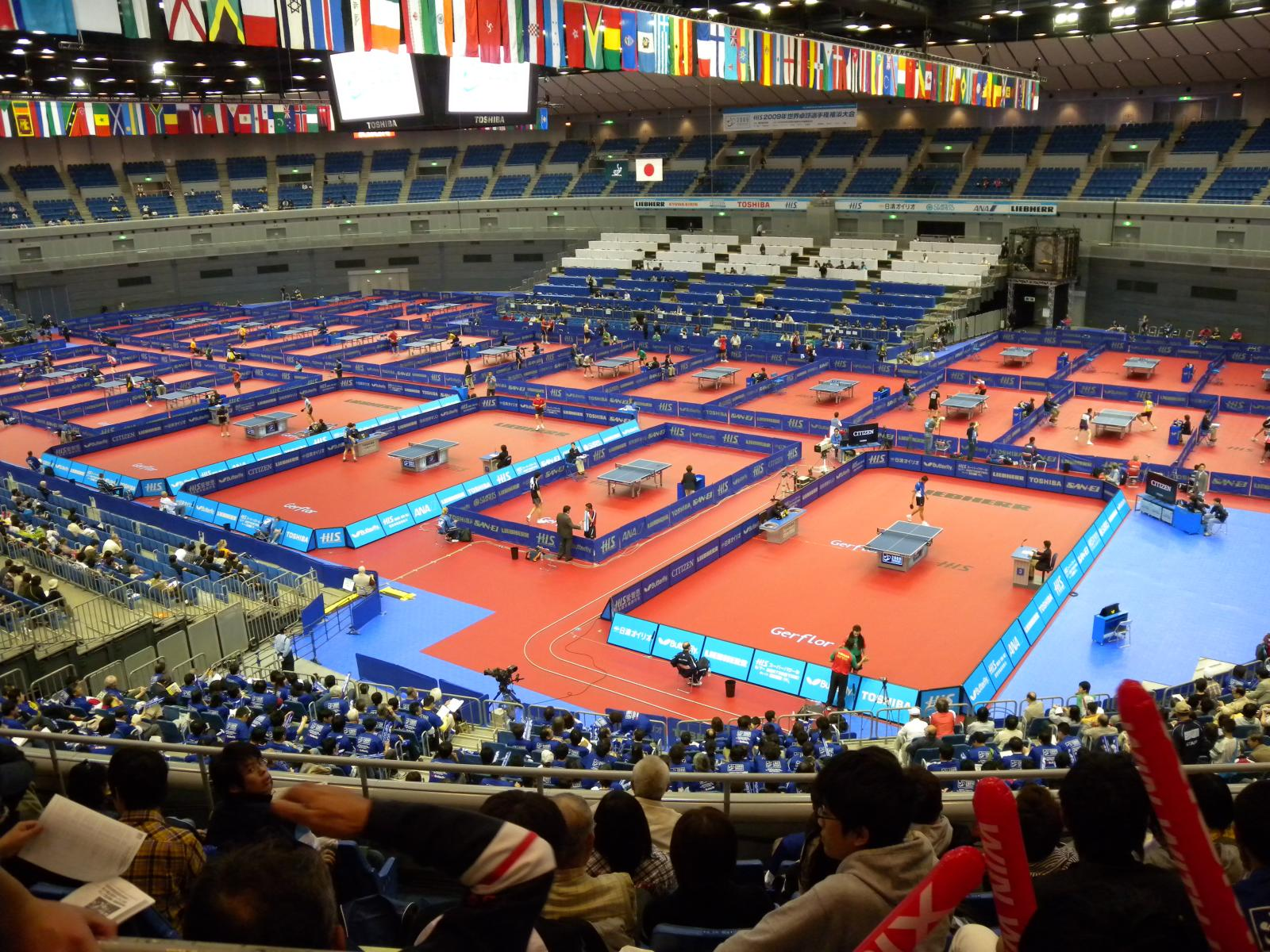
Campeonato Mundial de Tênis de Mesa de 2009, Yokohama Arena.

O Campeonato Mundial de Tênis de Mesa é um evento organizado pela Federação Internacional de Tênis de Mesa (ITTF), órgão máximo da modalidade, e disputado pela primeira vez em Londres no ano de 1926. A segunda edição do mundial ocorreu em 1928 e a partir de então foi organizada anualmente até 1957 quando foi decidido que seria realizado apenas em anos ímpares, sendo que os anos pares seriam para os Campeonatos Europeus. São disputados eventos individuais, de duplas e por equipes. No Mundial de Eindhoven 1999 ocorreu a primeira edição sem a competição por equipes, que foi realizada separadamente no ano 2000 em Kuala Lumpur. Em 2001 ocorreu pela última vez um Mundial com os eventos por equipes junto com os evento individuais e de duplas. Desde então, realizam-se as edições somente por equipes nos anos pares e as competições individuais juntamente com as de duplas somente nos anos ímpares.